# Ben Thornley
Benjamin Lindsay Thornley, detto Ben (Bury, 21 aprile 1975), è un ex calciatore inglese, di ruolo centrocampista.

## Caratteristiche tecniche
Suo fratello minore Rod è stato suo compagno di squadra nelle giovanili del Manchester Utd e, dopo aver smesso di giocare in giovane età senza mai essere diventato professionista, ha lavorato come fisioterapista per la prima squadra dei Red Devils.

## Carriera

### Club
Dopo aver giocato nelle giovanili del Manchester Utd esordisce in prima squadra (ed in generale tra i professionisti) nella stagione 1993-1994, subentrando dalla panchina a Denis Irwin nella partita della prima divisione inglese pareggiata per 2-2 sul campo dei londinesi del West Ham Utd il 25 febbraio 1994; rimane aggregato alla prima squadra anche nella stagione 1994-1995, in cui però non scende mai in campo in partite ufficiali a causa di un grave infortunio subito nell'aprile del 1994 per mano di Nicky Marker in una partita con le riserve dei Red Devils contro le riserve del Blackburn, a causa del quale rimane per un anno lontano dal campo. Rientrato in squadra, torna a scendere in campo il 23 agosto 1995, subentrando dalla panchina a Brian McClair nei minuti finali nella partita di campionato vinta per 2-1 ancora contro il West Ham; successivamente sempre nel 1995 trascorre un periodo in prestito in terza divisione allo Stockport County, con cui gioca 10 partite e segna la sua prima rete in carriera in competizioni professionistiche. Dopo una nuova breve permanenza ai Red Devils (senza ulteriori presenze in partite ufficiali), trascorre la seconda metà dell'annata nuovamente in prestito, questa volta in seconda divisione all'Huddersfield Town, con cui realizza 2 reti in 12 partite di campionato giocate. Nella stagione 1996-1997, invece, gioca 2 partite in campionato (competizione che viene vinta dal suo club) e 2 partite in Coppa di Lega; nella stagione 1997-1998 partecipa alla vittoria del Charity Shield (venendo convocato e portato in panchina) e successivamente nel prosieguo della stagione gioca 2 partite in FA Cup e 5 partite in campionato.
Nell'estate del 1998 viene ceduto a titolo definitivo all'Huddersfield United: con i Terriers tra il 1998 ed il 2001 totalizza complessivamente 99 presenze e 5 reti nella seconda divisione inglese; trascorre poi la stagione 2001-2002 nella prima divisione scozzese all'Aberdeen, club con il quale va in rete per 3 volte in 30 partite di campionato giocate; prosegue poi la sua carriera professionistica nella terza divisione inglese con il Blackpool e nella quarta divisione inglese con il Bury, club della sua città natale; nel 2004 trascorre invece un breve periodo nella quinta divisione inglese con l'Halifax Town. Si ritira definitivamente nel 2010, all'età di 35 anni, dopo numerose esperienze con vari club semiprofessionistici nelle serie minori inglesi.

### Nazionale
Nel 1996 ha giocato 3 partite nella nazionale inglese Under-21.

## Palmarès

### Club

#### Competizioni giovanili
- FA Youth Cup: 1

Manchester United: 1991-1992

#### Competizioni nazionali
- Campionato inglese: 2

Manchester United: 1993-1994, 1996-1997
- Coppa d'Inghilterra: 1

Manchester United: 1993-1994
- FA Charity Shield: 1

Manchester United: 1997